# Рокка-де-Джорджи
Рокка-де-Джорджи (итал. Rocca de' Giorgi) — коммуна в Италии, находится в регионе Ломбардия, в провинции Павия.
Население составляет 86 человек (2008), плотность населения составляет 8 чел./км². Занимает площадь 11 км². Почтовый индекс — 27043. Телефонный код — 0385.
Покровителем коммуны почитается святой архангел Михаил, празднование в третье воскресенье октября.

## Демография
Динамика населения:

## Администрация коммуны
- Официальный сайт: